# Finansdepartementet
Denna artikel handlar om ett ministerium i Sverige. För motsvarigheter i andra länder, se Finansministerium.
Finansdepartementet (Fi), som ingår i Regeringskansliet, är den svenska regeringens organ i ekonomisk-politiska frågor. Departementet sysselsätter cirka 470 personer inom områdena ekonomisk politik, statsbudget, skatter, sociala avgifter, spelfrågor, ekonomiskt samarbete i Europeiska unionen (EU), Ekonomiska och monetära unionen (EMU), finansmarknad, statlig förvaltningspolitik, kommunekonomi, läns- och regionekonomi och digitaliseringspolitik samt bolag med statligt ägande.
Det statsråd som är chef för Finansdepartementet kallas finansminister. Nuvarande finansminister är Elisabeth Svantesson. Finansmarknadsminister är Niklas Wykman. Civilminister är Erik Slottner. Därutöver finns ett tjugotal politiska tjänstemän, bland annat statssekreterare och politiskt sakkunniga. Finansdepartementets lokaler ligger i kvarteret Loen i Stockholm. Under många år huserade Finansdepartementet i kvarteret Björnen, som bland annat omfattar Adelcrantzka palatset.

## Historik
Innan Finansdepartementet inrättades sköttes ett flertal av dess frågor i den år 1713 inrättade Handelsexpeditionen, men 1773 fördes många av dess frågor över till den då nyinrättade Handels- och finansexpeditionen.
Finansdepartementet inrättades i samband med 1840 års departementsreform. På grund av den centrala naturen för dess ärenden, har posten som dess departementschef alltid betraktats som en av de tyngsta posterna i regeringen.
Departementet avskaffades efter valet 1976 och dess uppgifter delades upp på ett ekonomidepartement och ett budgetdepartement. Dessa två departement slogs dock åter samman till ett finansdepartement efter valet 1982.

## Organisation
Finansdepartementet består av sju avdelningar: budgetavdelningen, avdelningen för bolag med statligt ägande, skatte- och tullavdelningen, internationella och ekonomiska avdelningen, finansmarknadsavdelningen, avdelningen för offentlig förvaltning och rätts- och stabsavdelningen. Varje avdelning leds av en avdelningschef, vanligen ett finansråd. Samtliga avdelningar utom rätts- och stabsavdelningen är indelade i mindre enheter som leds av enhetschefer som har titeln departementsråd.

## Statsråd

### Finansminister
Se Sveriges finansminister

### Övriga statsråd vid Finansdepartementet
| Namn | Namn                 | Titel                                                            | Ämbetsperiod                     | Politisk tillhörighet    |
| ---- | -------------------- | ---------------------------------------------------------------- | -------------------------------- | ------------------------ |
|      | Krister Wickman      | Biträdande finansminister                                        | 1967–1969                        | Socialdemokraterna       |
|      | Bertil Löfberg       | Löneminister                                                     | 1969–1975                        | Socialdemokraterna       |
|      | Kjell-Olof Feldt     | Löneminister                                                     | 1975–1976                        | Socialdemokraterna       |
|      | Ingemar Mundebo      | Budgetminister                                                   | 1976–1976                        | Folkpartiet              |
|      | Bengt K.Å. Johansson | Löneminister                                                     | 1985–1988                        | Socialdemokraterna       |
|      | Odd Engström         | Budgetminister                                                   | 1988–1990                        | Socialdemokraterna       |
|      | Erik Åsbrink         | Biträdande finansminister                                        | 1990–1991                        | Socialdemokraterna       |
|      | Bo Lundgren          | Skatteminister                                                   | 1991–1994                        | Moderata samlingspartiet |
|      | Thomas Östros        | Skatteminister                                                   | 1996–1998                        | Socialdemokraterna       |
|      | Lars Engqvist        | Kommun- och bostadsminister                                      | 1998                             | Socialdemokraterna       |
|      | Lars-Erik Lövdén     | Kommun- och bostadsminister                                      | 1998–21 oktober 2004             | Socialdemokraterna       |
|      | Gunnar Lund          | Finansmarknadsminister                                           | 21 oktober 2002–21 oktober 2004  | Socialdemokraterna       |
|      | Sven-Erik Österberg  | Kommun– och finansmarknadsminister                               | 21 oktober 2004–6 oktober 2006   | Socialdemokraterna       |
|      | Mats Odell           | Kommun– och finansmarknadsminister                               | 6 oktober 2006–5 oktober 2010    | Kristdemokraterna        |
|      | Peter Norman         | Finansmarknadsminister                                           | 5 oktober 2010–3 oktober 2014    | Moderata Samlingspartiet |
|      | Ardalan Shekarabi    | Civilminister                                                    | 3 oktober 2014-1 oktober 2019    | Socialdemokraterna       |
|      | Per Bolund           | Finansmarknads- och konsumentminister, biträdande finansminister | 3 oktober 2014- 21 januari 2019  | Miljöpartiet             |
|      | Per Bolund           | Finansmarknads- och bostadsminister, biträdande finansminister   | 21 januari 2019–5 februari 2021  | Miljöpartiet             |
|      | Lena Micko           | Civilminister                                                    | 1 oktober 2019-30 november 2021  | Socialdemokraterna       |
|      | Åsa Lindhagen        | Finansmarknadsminister, biträdande finansminister                | 5 februari 2021-30 november 2021 | Miljöpartiet             |
|      | Ida Karkiainen       | Civilminister                                                    | 30 november 2021-18 oktober 2022 | Socialdemokraterna       |
|      | Max Elger            | Finansmarknadsminister                                           | 30 november 2021-18 oktober 2022 | Socialdemokraterna       |
|      | Erik Slottner        | Civilminister                                                    | 18 oktober 2022–                 | Kristdemokraterna        |
|      | Niklas Wykman        | Finansmarknadsminister                                           | 18 oktober 2022–                 | Moderata Samlingspartiet |

## Statssekreterare

### Statssekreterare åt finansministern sedan 2006
- Hans Lindblad 2006–2013
- Per Jansson 2006–2009
- Ingemar Hansson 2006–2010
- Susanne Ackum 2010–2014
- Hans Lindberg 2010–2014
- Michael Lundholm 2013–2014
- Max Elger 2014–2021
- Karolina Ekholm 2014–2019
- Charlotte Svensson 2014–2016
- Leif Jakobsson 2016–2020
- Emma Lennartsson 2020–2021
- Fredrik Olovsson 2020–2022
- Elin Eliasson 2021–2022
- Tora Hansjons 2021–2022
- Jesper Ahlgren 2022–[3]
- Lars Hjälmered 2022–
- Carolina Lindholm 2022–
- Johanna Lybeck Lilja 2022–

### Övriga statssekreterare på Finansdepartementet sedan 2006
- Dan Ericsson 2006–2010, åt finansmarknadsminister Mats Odell.
- Urban Funered 2007–2007, åt finansmarknadsminister Mats Odell.
- Urban Karlström, 2007–2010 åt finansmarknadsminister Mats Odell.
- Erik Thedéen 2010–2014, åt finansmarknadsminister Peter Norman.
- Johanna Lybeck Lilja 2010–2014, åt finansmarknadsminister Peter Norman.
- Ulf Holm 2014–2021, åt finansmarknads– och konsumentminister Per Bolund och 2021 åt finansmarknadsminister Åsa Lindhagen.
- Annelie Roswall Ljunggren 2014–2017, åt civilminister Ardalan Shekarabi.
- Alejandro Firpo 2017–2019, åt civilminister Ardalan Shekarabi.
- Elin Olsson 2019–2021, åt finansmarknads– och bostadsminister Per Bolund.
- Malin Quick Oljelund 2019–2021, åt civilminister Lena Micko.
- Therese Pelow 2021–2022, åt finansmarknadsminister Max Elger.
- Annika Andersson Ribbing 2021–2022, åt civilminister Ida Karkiainen.
- Johan Almenberg 2022–, åt finansmarknadsminister Niklas Wykman.
- Natasa Ristic Davidson 2022–, åt civilminister Erik Slottner.

## Budgetchefer
- Lars Lindmark 1961–1965
- Kjell-Olof Feldt 1965–1967
- Bo Jonas Sjönander 1967–1970
- Pierre Vinde 1970–1974
- Ingen uppgift 1974–1976
- Bengt Johansson 1976

(Mellan 1976 och 1982 var budgetchefen placerad vid Budgetdepartementet)
- Björn Eriksson 1983
- Bill Fransson 1983–1984
- Michael Sohlman 1985–1987
- Inga-Britt Ahlenius 1987–1993
- Jörgen Holmquist 1993–1997
- Eva Lindström 1997–2003
- Ulf Bengtsson 2003–2008
- Urban Hansson Brusewitz 2009–2016
- Åke Nordlander 2016–

## Myndigheter
Finansdepartementet har flera myndigheter inordnade under sig:
- Allmänna reklamationsnämnden (ARN)
- Arbetsgivarverket
- Bokföringsnämnden
- Ekonomistyrningsverket
- Fastighetsmäklarinspektionen (FMI)
- Finansinspektionen
- Finanspolitiska rådet
- Fortifikationsverket
- Kammarkollegiet
- Konjunkturinstitutet
- Konsumentverket
- Krigsförsäkringsnämnden
- Kronofogdemyndigheten
- Länsstyrelserna (21 stycken)
- Myndigheten för digital förvaltning (DIGG)
- Offentliga sektorns särskilda nämnd
- Post- och telestyrelsen
- Riksgäldskontoret
- Skatteverket
- Skiljenämnden i vissa trygghetsfrågor
- Spelinspektionen
- Statens ansvarsnämnd
- Statens fastighetsverk (SFV)
- Statens servicecenter
- Statens skaderegleringsnämnd
- Statens tjänstepensions- och grupplivnämnd
- Statens tjänstepensionsverk (SPV)
- Statens överklagandenämnd
- Statistiska centralbyrån
- Statskontoret
- Tullverket
- Upphandlingsmyndigheten